# Ghalib ibn Abd al-Rahman
Ghālib ibn ʿAbd al-Raḥmān al-Nāṣirī chiamato al-Ṣiḳlabī (900 circa – 10 luglio 981) è stato un comandante militare nel Califfato di Cordova, al servizio dei califfi ʿAbd al-Raḥmān III al-Nāam, al-akam II e Hishām II sia in terra che in mare.
Per la sua abilità militare, gli venne concesso il titolo onorifico di Dhu ʾl-Sayfayn (Signore delle due spade).
L'ascesa di Ghālib coincise con il ritiro di ʿAbd al-Raḥmān III dal comando militare attivo in seguito alla sua sconfitta nella battaglia di Simancas nel 939. Negli anni 940 Ghālib consolidò il controllo degli Omayyadi su Toledo e Medinaceli. Negli anni 950 guidò una serie di razzie in territorio cristiano a nord, riportando bottino e prigionieri. Nel 955 guidò una spedizione navale punitiva contro il Califfato Fāṭimida.
Sotto al-Ḥakam II, che si ritirò nel palazzo, Ghālib divenne il volto pubblico del califfato. La sua partenza per le campagne e il suo ritorno a Cordova furono celebrati in pompa magna e dai contemporanei fu considerato un eroe. Continuò a guidare le campagne a nord nel territorio cristiano per tutti gli anni 960 e 970 e guidò anche la difesa contro i vichinghi nel 971-972. La sua impresa più importante, tuttavia, fu riportare la dinastia Idrīside in Nord Africa sotto il controllo degli Omayyadi nel 973.
Nel suo ultimo anno, Ghālib fu coinvolto in una guerra civile contro suo genero, Ibn Abī ʿĀmir (Almanzor). Costretto ad allearsi con i suoi ex nemici cristiani, Ghālib fu sconfitto e ucciso in una battaglia campale. La sua morte segnò il culmine dell'ascesa di Ibn Abī ʿĀmir a una posizione di supremazia all'interno del califfato.

## Biografia
Ghālib era originariamente un Ṣiḳlabī, uno schiavo dell'Europa orientale, probabilmente slavo, originario di una famiglia cristiana. Era di proprietà, e successivamente liberato, di ʿAbd al-Raḥmān III, diventando un mawlā (liberto) e, come da consuetudine, prendendo il nome del suo ex proprietario come cognome patronimico, diventando ibn ʿAbd al-Raḥmān al-Nāṣirī.
Sebbene molti schiavi destinati al palazzo o all'amministrazione fossero stati castrati, Ghālib non lo era stato.

Il califfato di Cordova all'epoca della morte di Ghālib, che mostra aṯ-Ṯaḡr al-Awsaṭ (la Marca di Mezzo) e Medinaceli (Madīnat Sālim).

Nel 946 Ghālib fu incaricato della Marca di Mezzo. In questa veste, secondo al-Maḳḳarī, una fonte tarda, ricostruì il castello di Medinaceli (Madīnat Sālim) e lo usò come base per molestare il regno cristiano di León. Nel 953 attaccò la contea Leonese di Castiglia, riportando molti prigionieri e molto bottino, ma il confine rimase invariato.
Nel 954, una flotta siciliana agli ordini del califfo Fāṭimide al-Muʿizz saccheggiò la città Omayyade di Almería. L'anno successivo (955), Ghālib guidò un raid navale punitivo sulla costa dei Fāṭimidi di Ifrīḳiya (Africa). Questa spedizione fallì, ma nel 956 una seconda spedizione con settanta navi catturò e rase al suolo Marsa al-Kharaz e saccheggiò Tabarka e Susa.
Nel 960, ʿAbd al-Raḥmān III restaurò il deposto Sancho I sul trono di León in cambio di dieci fortezze di confine. Questa condizione non era stata ancora soddisfatta quando il califfo morì nell'ottobre 961. Il rivale di Sancho, Ordoño IV, era fuggito dal conte Fernán González di Castiglia, che, in obbedienza al trattato tra il suo sovrano, ora Sancho, e il califfato, lo inviò prigioniero di Ghālib a Medinaceli, che lo consegnò a Cordova. Lì ebbe modo di parlare con il nuovo califfo, al-Ḥakam II nell'aprile del 962, e accettò di sostenere l'accordo di Sancho se il califfo lo avesse riportato sul trono. Prima che questo nuovo accordo potesse essere applicato, Sancho I rinnovò la sua promessa di consegnare le dieci fortezze. In seguito alla morte di Ordoño IV, poco dopo, Sancho rinnegò l'accordo. Poi si alleò con il Regno di Navarra e la Contea di Barcellona per attaccare il califfato. Al-Ḥakam II condusse poi personalmente un esercito al confine, nell'estate del 963, conquistando le fortezze di Gormaz e Atienza mentre Ghālib e Yaḥyā ibn Muḥammad al-Tujībī, il governatore di Saragozza, guidò un duplice attacco alla Navarra. Ghālib catturò Calahorra ai Navarresi e al-Tujībī sconfisse il loro re, García Sánchez I, in battaglia.

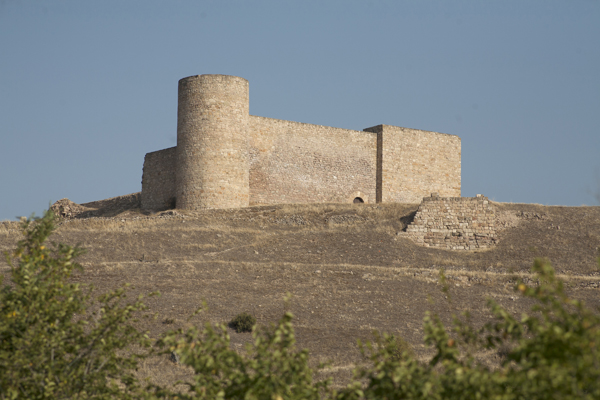
Le rovine del castello di Medinaceli oggi.

Nel 971 Ghālib deteneva il grado di visir (wazīr). Il 3 luglio di quell'anno fu convocato dal califfo al-Ḥakam e incaricato di organizzare una campagna, via terra e via mare, contro una flotta vichinga apparsa al largo della costa atlantica. Dopo aver fatto i preparativi, Ghālib partì il 12 luglio attraverso il Madīnat al-Zahrā (Porta Orientale) con una cerimonia elaborata. Apparentemente era troppo tardi. Un'ambasciata leonese arrivò da Astorga con la notizia che i vichinghi avevano risalito il fiume Duero fino a Santaver (Shantabarīya), sebbene fossero ripartiti a mani vuote. La flotta di Ghālib non salpò da Almería fino alla fine del Ramadān, intorno al 25 luglio. La flotta non riuscì a prendere contatto con i vichinghi e tornò in porto un mese dopo. Tuttavia, a Ghālib venne tributato un trionfo. Fu scortato a Cordova con striscioni fino all'Alcázar, e in suo onore fu composto un panegirico. Tuttavia, non comandò la risposta contro i vichinghi l'anno successivo.
Nel 972 Ghālib fu promosso al nuovo grado di al-qāʾid al-aʿlā (comandante supremo). Nel 974, su richiesta di Ghālib, vennero rilasciati i diplomi di autorità (sijilāt) ai signori della Marca di Mezzo. In essi Ghālib è descritto come lo zaʿīm (capo) dei signori delle marche. Era quindi al culmine del suo potere e della sua influenza quando nel 973 fu inviato in Africa per riportare gli Idrisidi sotto il controllo degli Omayyadi. Avevano disertato sotto la pressione dei Fāṭimidi nel 958. Tornò a Cordova in trionfo con il deposto leader Idrīside, al-Ḥasan ibn Gannūn, come suo prigioniero nel settembre 974. Il sovrano Idrīside fu costretto giurare fedeltà agli Omayyadi e al Mālikī madhab (in opposizione allo sciismo dei Fāṭimidi).
Nel 975 Ghālib guidò una spedizione contro l'alleanza di León e Navarra. Ottenne due grandi vittorie, sconfiggendo le forze alleate sotto Ramiro III di León che assediavano Gormaz il 28 giugno e poi sconfiggendo il conte García Fernández di Castiglia a sud del Duero, vicino a Langa, l'8 luglio. Dopo queste vittorie gli furono date due spade dorate e l'onorifico titolo di Dhu ʾl-Sayfayn (Signore delle due spade), che era stato concesso anche dal reggente ʿAbbāsid al-Muwaffaq a Baghdad al suo generale Isḥāq ibn Kundāj nell'883. Solo al-Ḥakam stesso, suo figlio Hishām e il suo primo ministro, Jaʿfar ibn ʿUthmān al-Muṣḥafi, erano presenti alla cerimonia in cui Ghālib ricevette l'onore. Stabilendo il suo quartier generale a Medinaceli, Ghālib portò Ibn Abī ʿĀmir, il futuro sovrano di Cordova, al suo servizio come suo intendente generale e fu seguito da molti altri attirati dalla sua ultima onorificenza.
Dopo l'ascesa al trono di Hishām II, nell'ottobre del 976, Ghālib prese il comando delle forze militari della capitale e Ibn Abī ʿĀmir lo seguì. Nel 978, quest'ultimo sposò la figlia di Ghālib, Asmāʾ. Nella capitale, Ibn Abī ʿĀmir complottò con al-Muṣḥafi, per rovesciare il palazzo Ṣaḳāliba, e poi complottò con Ghālib per rovesciare al-Muṣḥafi. Ibn Abī ʿĀmir ricompensò la collaborazione del suocero facendogli dare il titolo onorifico di dhu ʾl-wizāratayn ("lui dei due visirati") dal giovane Hishām II. Questo titolo pose Ghālib in una posizione di preminenza su tutti gli altri visir a corte.
Genero e suocero ebbero presto un litigio a causa di Ibn Abī Abmir che limitava la sfera di attività del califfo alle cerimonie religiose. Nel 980 Ghālib richiese un incontro con Ibn Abī ʿĀmir nel suo castello di Medinaceli. Secondo i cronisti arabi, durante l'incontro Ghālib con rabbia colpì il genero con la spada, ferendolo.
Con il conflitto ora allo scoperto, Ibn Abī ʿĀmir si impadronì di Medinaceli a capo di un grande esercito berbero. Al fine di recuperare il suo feudo, Ghālib si alleò con la Castiglia e il Regno di Viguera e combatté una serie di scontri vittoriosi con le forze di suo genero prima che quest'ultimo lo costringesse a una battaglia campale. Sebbene il suo esercito avesse in forza mercenari cristiani, Ibn Abī ʿĀmir dichiarò una jihad contro Ghālib a causa dei suoi alleati cristiani. La battaglia di Torrevicente ebbe luogo il 10 luglio 981. Il re di Viguera, Ramiro Garcés, fratello del re di Navarra, fu ucciso in combattimento. Ghālib stesso morì quando il suo cavallo inciampò e il suo petto fu trafitto dall'arco della sella. Aveva circa ottant'anni. Fu per questa vittoria sul suo ultimo rivale interno che Ibn Abī ʿĀmir ricevette il titolo onorifico al-Manṣūr bi-Llāh (Vittorioso di Dio) con cui è più comunemente conosciuto.
Per ordine di Ibn Abī ʿĀmir, il corpo di Ghālib fu scuoiato e la sua pelle imbottita ed esposta su un crocifisso a Cordova. La sua testa ricevette trattamenti diversi ma ugualmente raccapriccianti secondo diversi cronisti.